# Заболонники
Заболо́нники (лат. Scolytus) — род жуков-долгоносиков из подсемейства короедов. Представители рода (около 120 видов) распространены в Северном полушарии и на большей части Южной Америки.

## Описание
Длина взрослых насекомых варьирует от 1,5 до 5,2 мм. Окраска имеет разнообразные оттенки от тёмно-красно-коричневого до почти чёрного, с присутствием на теле жуков некоторых видов поперечных перевязей.
Имаго данного рода характеризуются следующими признаками:
- переднеспинка большая относительно размеров тела, её длина в большинстве случаев равна ширине. На переднеспинке развит линейный рисунок;
- скутеллум, или щиток большой;
- передний край глаз извилистый или немного выемчатый;
- булава усиков овальная или обратнояйцевидная, часто густо волосистая;
- голени несут апикальный зубчик.

## Экология
Обитают в хвойных и широколиственных лесах, а также лесопосадках. Большинство видов специализированные олигофаги, то есть этим видам кормовыми растениями служат немногие родственные виды. Большинство таких видов питаются только видами, относящимися к единственному роду.

## Виды
Некоторые виды:
- Заболонник амурский (Scolytus amurensis Eggers)
- Заболонник миндальный (Scolytus amygdali Guerin) (=Короед миндальный)
- Заболонник грабовый (Scolytus carpini Ratzeburg)
- Заболонник уссурийский грабовый (Scolytus claviger Blandford)
- Заболонник-меченосец (Scolytus ensifer Eichhoff)
- Заболонник дубовый (Scolytus intricatus Ratzeburg)
- Заболонник Кирша (Scolytus kirschi Skal)
- Заболонник кленовый (Scolytus koenigi Schevyrew) (=заболонник Кенига)
- Заболонник ильмовый (Scolytus laevis Chapuis) (=заболонник блестящий)
- Заболонник плодовый (Scolytus mali Bechstein)
- Заболонник Моравица (Scolytus morawitzi Semenov)
- Заболонник струйчатый (Scolytus multistriatus Marsham)
- Заболонник-пигмей (Scolytus pygmaeus Fabricius)
- Заболонник берёзовый (Scolytus ratzeburgi Jansen)
- Заболонник морщинистый (Scolytus rugulosus Ratzeburg)
- Заболонник ильмовый большой (Scolytus scolytus Fabricius)
- Заболонник морщинистолобый (Scolytus sulcifrons Rey)
- Заболонник Зайцева (Scolytus zaitzevi Butler)